# Edvard Westermarck
Edvard Westermarck (Helsinki, 20 novembre 1862 — Tenala, 3 septembre 1939) est un anthropologue finlandais. Philosophe de formation, il est connu notamment pour ses théories sur le mariage, sur l'exogamie et sur l'inceste. Sa théorie sur l'inceste concurrence les théories freudiennes : on la surnomme l'effet Westermarck.

## Sa vie
Bien qu'il fût par sa naissance très tôt exposé à la culture allemande, il la rejeta, convaincu que la métaphysique germanique n'était profonde que grâce à l'obscurité de ses raisonnements. Il se tourna à la place vers la culture anglaise et apprécia son empirisme dominant et son acharnement à soumettre toutes les hypothèses à la lumière des expériences. Il apprit donc l'anglais et commença ses visites britanniques à partir de 1887, Victor Branford (en) le présenta à Martin White (en) et il fut nommé en 1903 professeur de sociologie. Collègue proche de Leonard Trelawny Hobhouse, il divisa son temps d'enseignement entre l'université d'Helsinki où il occupait une chaire de philosophie morale, le département de sociologie de Londres (L.S.E.) où il professa la sociologie et les universités marocaines dans lesquelles il fit pendant plusieurs années des interventions diverses. Il fut également recteur de l'Académie d'Åbo entre 1918 et 1921.
Il est le frère d'Helena Westermarck.

## Son œuvre
Pour Halsey, « dans le contexte Hobbousien de l'évolution orthogénique, il fut remarquable par son insatiable poursuite de la vérité ». Eino Kaila, son collègue à Helsinki, dit de lui « qu'il ouvrit le monde de la pensée anglaise. Pendant trois siècles notre vie scientifique finlandaise a été subordonnée à l'influence allemande. Westermarck fut le premier à se faire une place de choix par des travaux en expression anglaise ».
En France, son influence est plus modérée. Cependant, L'Origine et le développement des idées morales reçut un bon accueil dans la communauté scientifique, le Journal des débats en a fait une critique élogieuse. Dans cet ouvrage, Westermarck remet en ordre les grands faits de l'humanité et met en lumière une évolution logique de la morale, au carrefour entre anthropologie et sciences de l'homme. Un autre ouvrage, Survivances païennes dans la civilisation mahométane est cité par les érudits qui se penchent sur l'Islam et ses rituels connexes.
Ses principaux ouvrages en finnois sont :
- Avioliiton historia. Porvoo : WSOY, 1932.
- Kristinusko ja moraali. Helsinki : Otava, 1984.
- Moraalin synty ja kehitys. Porvoo : WSOY, 1933.
- Siveys ja kristinusko : Esitelmä. Helsinki : Ylioppilasyhdistys Prometheus, 1907.

En français : 
- L'origine et le développement des idées morales. Payot, 1928 1929, 2 volumes in-8 br, 731pp., 888pp. Traduction de Robert Godet.
- Les Cérémonies du mariage au Maroc
- Histoire du mariage., t. I–VI. Trad. de l'anglais par Arnold van Gennep. Payot, Paris, 1934–1945, 6 vol. in-8, br.
  - I : La promiscuité primitive. La valeur de la virginité.
  - II : L'attraction sexuelle. La jalousie masculine.
  - III : L'acquisition d'une femme ou d'un mari.
  - IV : Cérémonies nuptiales. Les rites du mariage.
  - V : Monogamie et polygamie. Polyandrie. Mariage de groupe. Durée du mariage et sa dissolution.
  - VI : Les théories de l'inceste. Les bases biologiques du mariage.
- Survivances païennes dans la civilisation mahométane. Paris, Payot, 1935 in-8, br., 230pp. avec 74 figures in-t. Traduction française par Robert Godet.

En anglais : Wit and Wisdom in Morocco (1931)

## Sources
- Larousse encyclopédie en couleurs, France Loisirs 1978.
- A History of Sociology in Britain- Science, Literature, and Society, par A. H. Halsey, Oxford, Oxford University Press, 2004  (ISBN 0199266603).